# 小行星19787
小行星19787（19787 Betsyglass）是一颗绕太阳运转的小行星，为主小行星带小行星。该小行星于2000年8月24日发现。

## 轨道参数
小行星19787的轨道半长轴为2.7242220 UA，离心率为0.076。